# Europees kampioenschap voetbal 2008 (kwartfinale) Portugal - Duitsland
Portugal - Duitsland is een internationale voetbalwedstrijd die op 19 juni 2008 werd gespeeld in het kader van het Europees kampioenschap voetbal 2008. Het was een wedstrijd in de kwartfinale van het toernooi. Duitsland won met 3-2 en plaatste zich voor de halve finale. Portugal is door het resultaat uitgeschakeld.

## Voorafgaand aan de wedstrijd
- Portugal behaalde de kwartfinale als nummer één van Groep A. Het won met 2 - 0 van Turkije en met 3 - 1 van Tsjechië. Het verloor de laatste wedstrijd met 2 - 0 van Zwitserland.
- Duitsland werd tweede in Groep B. Het eerste duel tegen Polen werd met 2 - 0 gewonnen. De tweede wedstrijd werd met 1 - 2 verloren van Kroatië. Pas op de laatste speeldag tegen Oostenrijk werd een plaats in de kwartfinale behaald met een 1 - 0 overwinning.
- Sinds het Europees kampioenschap voetbal mannen in 1996 georganiseerd wordt voor 16 landenteams, heeft Portugal nog altijd de kwartfinale gehaald. Van de voorgaande drie keren haalde Portugal twee keer de halve finale (2000 en 2004). Eén keer werd zelfs de finale gehaald, dat was bij het Europees kampioenschap voetbal 2004 in eigen land.
- Duitsland kwalificeerde zich pas voor de tweede keer voor de kwartfinale van het Europees kampioenschap voetbal. De enige keer was in 1996 in Engeland. Dat jaar werden ze Europees kampioen. In 2000 en in 2004 kwamen ze niet verder dan de groepsfase.
- De laatste keer dat beide landen elkaar tegen kwamen op een groot toernooi, was op het Europees kampioenschap voetbal 2000. Portugal won toen met 3 - 0.
- De Duitse bondscoach Joachim Löw is voor één duel geschorst nadat hij in de wedstrijd tegen Oostenrijk naar de tribune was gestuurd.[1]

## Wedstrijdgegevens

De basisopstellingen van beide landen.

| Datum                | 19 juni 2008                 | 19 juni 2008                 |
| Stadion              | St. Jakob Park, Bazel        | St. Jakob Park, Bazel        |
| Toeschouwers         | 39,374                       | 39,374                       |
| Scheidsrechter       | Peter Fröjdfeldt             | Peter Fröjdfeldt             |
| Assistenten          | Stefan Wittberg Henrik Anrén | Stefan Wittberg Henrik Anrén |
| Vierde man           | Kyros Vassaras               | Kyros Vassaras               |
| Man van de wedstrijd | Bastian Schweinsteiger       | Bastian Schweinsteiger       |
|                      | Portugal                     | Duitsland                    |
| Doelpunten           | 2                            | 3                            |
| Gele kaarten         | 2                            | 2                            |
| Rode kaarten         | 0                            | 0                            |
| Wissels              | 3                            | 3                            |
| Schoten op doel      | 9                            | 6                            |
| Schoten naast doel   | 11                           | 5                            |
| Overtredingen        | 9                            | 15                           |
| Hoekschoppen         | 8                            | 3                            |
| Buitenspel           | 2                            | 2                            |
| Vrije trappen        | 17                           | 13                           |
| Strafschoppen        | 0                            | 0                            |
| Balbezit (tijd)      | 33' 28                       | 25' 08                       |
| Balbezit (%)         | 58                           | 42                           |

| Portugal | 2 – 3           | Duitsland |
| Nuno Gomes 40' Hélder Postiga 87' | goals (assists) | 22' Bastian Schweinsteiger 26' Miroslav Klose 61' Michael Ballack |
| Luiz Felipe Scolari | bondscoach      | Joachim Löw (waargenomen door Hans-Dieter Flick) |
| Ricardo Pereira Paulo Ferreira José Bosingwa Cristiano Ronaldo Petit 73' João Moutinho 31' Simão Pepe Ricardo Carvalho Deco Nuno Gomes 67' | opstellingen    | Jens Lehmann Arne Friedrich Simon Rolfes 83' Bastian Schweinsteiger 89' Miroslav Klose Michael Ballack 73' Thomas Hitzlsperger Philipp Lahm Per Mertesacker Lukas Podolski Christoph Metzelder |
| Raul Meireles 31' Nani 67' Hélder Postiga 73'                                                                                              | wissels         | 89' Marcell Jansen 83' Clemens Fritz 76' Tim Borowski |
| Petit 26' Pepe 60' Hélder Postiga 90' | gele kaarten    | 48' Arne Friedrich 49' Philipp Lahm |
| | rode kaarten    | |

## Trivia
- Met zijn goal tegen Duitsland scoorde Nuno Gomes op 3 verschillende Europese kampioenschappen voetbal. Eerder scoorde hij in 2000 en in 2004. Ook evenaarde hij het Portugees record met aantal wedstrijden op een Europese eindronde. Hij deelt het record met Luís Figo en heeft 14 wedstrijden gespeeld op een eindronde.[2]
- Het doelpunt van Bastian Schweinsteiger was het 50e doelpunt voor Duitsland op het Europees kampioenschap voetbal mannen. Ze zijn na Nederland het tweede land die deze mijlpaal bereikt.[3]

## Overzicht van wedstrijden
| Groepswedstrijden | | | |
| Groep A | Groep B | Groep C | Groep D |
| Zwitserland - Tsjechië Portugal - Turkije Tsjechië - Portugal Zwitserland - Turkije Zwitserland - Portugal Turkije - Tsjechië | Oostenrijk - Kroatië Duitsland - Polen Kroatië - Duitsland Oostenrijk - Polen Oostenrijk - Duitsland Polen - Kroatië | Roemenië - Frankrijk Nederland - Italië Italië - Roemenië Nederland - Frankrijk Nederland - Roemenië Frankrijk - Italië | Spanje - Rusland Griekenland - Zweden Zweden - Spanje Griekenland - Rusland Griekenland - Spanje Rusland - Zweden |
| Kwartfinales | | | |
| Portugal - Duitsland | Kroatië - Turkije | Nederland - Rusland | Spanje - Italië                                                                                                   |
| Halve finales | | | |
| Duitsland - Turkije | Duitsland - Turkije                                                                                                  | Rusland - Spanje | Rusland - Spanje                                                                                                  |
| Finale | | | |
| Duitsland - Spanje | | | |